# Ana Lérida
Ana Lérida   (Jaén) és una estilista, colorista i emprenedora establerta a Barcelona.
Nascuda a Jaén, amb 22 anys va començar a treballar a una perruqueria de la seva ciutat natal. Un any després es va establir al barri de Sant Gervasi de Barcelona, a la dècada del 1990, on va muntar el seu negoci. El 2025 dirigia tres salons de bellesa a Barcelona, amb el nom d'Anara. La seva clientela és d'alt poder adquisitiu, hi ha actrius, influenciadors, o vinculats en l'entorn del negoci del futbol. La seva primera clienta va ser la neta de Mercedes Salisachs, Guiomar Zuleta de los Reales. Com a estilista, s'ha especialitzat en tècniques de coloració. Va formar part de la llista de les 100 dones més influents de Catalunya del 2025 segons la revista Forbes.